# Сумбава (острів)
Сумбава (індонез. Sumbawa) — невеликий острів у складі Малих Зондських островів, що належать Індонезії. Його площа становить 15 448 км² (для порівняння: площа Криму становить близько 26 860 км²) і його населяє близько мільйона людей. Західна частина острова називається Семава з адміністративним центром Сумбава-Бесар. Східна частина називається Біма і її столицею є місто Біма-Рама.

## Географія
Острів має довгасті обриси і простягнутий із заходу на схід. У довжину він налічує близько 280 км і в ширину — 90 км. На захід від Сумбава розташований острів Ломбок, на схід — острів Флорес. Ландшафт Сумбава гористий і покритий тропічним лісом. Узбережжя вкрито численними бухтами. На півночі острова є вулкан Тамбора, чиє останнє велике виверження 1815 року стало причиною загибелі 50 тисяч жителів острова та викликало вулканічну зиму, що тривала кілька років в північній півкулі («рік без літа»).